# Muzeul Memorial „Liviu Rebreanu”
Muzeul Memorial „Liviu Rebreanu” este un muzeu județean din Năsăud, amplasat în clădirea de la numărul 126 A. 
Clădirea a fost reconstituită pe locul casei părintești din satul Prislop (în prezent Liviu Rebreanu, Bistrița-Năsăud) și organizată ca muzeu memorial prin efortul profesorului Sever Ursa, cu sprijinul localnicilor și contribuția soției și fiicei scriitorului.
Casa, identică cu aceea care a aparținut familiei Rebreanu, s-a ridicat la marginea dinspre Năsăud a satului Prislop și a fost inaugurată la 2 iunie 1957. Cu ocazia inaugurării muzeului a avut loc și dezvelirea bustului dedicat romancierului, operă a profesorului Ioan Nichifor Someșan.
Pe fațada nordică a casei este montată o placă de marmură cu următorul text:
„ÎN ACEASTĂ CASĂ RECLĂDITĂ ÎN ANUL 1957 PRIN MUNCA LOCUITORILOR DIN PRISLOP-NĂSĂUD, A TRĂIT ÎN MIJLOCUL EROILOR SĂI DIN ROMANUL ION, MARELE SCRIITOR LIVIU REBREANU”.
Sunt expuse biroul de lucru, fotografii de familie, alte obiecte aparținând prozatorului, ediții din opera lui Liviu Rebreanu (1885 - 1944), apărute în țară și străinătate. Muzeul este organizat din trei camere, în prima încăpere sunt expuse obiecte legate de începuturile activității sale de scriitor și dramaturg (reviste, manuale întocmite de Rebreanu). În următoarea încăpere exponatele ne introduc în lumea romanului "Pădurea Spânzuraților": pot fi văzute bucăți din spânzurătoare, porthartul avut de fratele scriitorului în momentul arestării. În ultima încăpere sunt expuse documente care relevă tradiția familiei legată de scris.
Clădirea muzeului este declarată monument istoric, având codul BN-IV-m-B-01747. Clădirea a fost reconstituită pe locul casei părintești din Prislop.

## Imagini

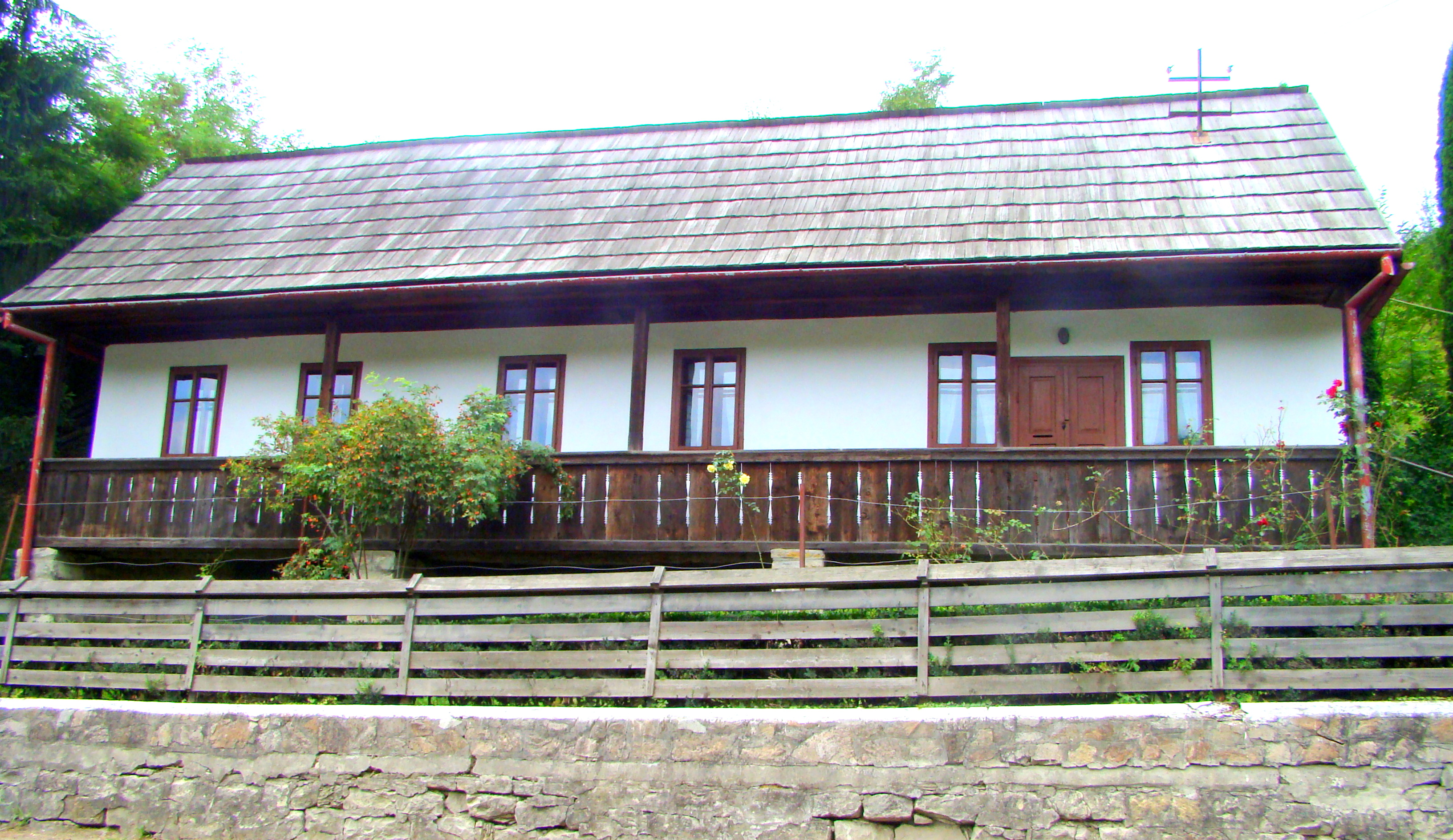
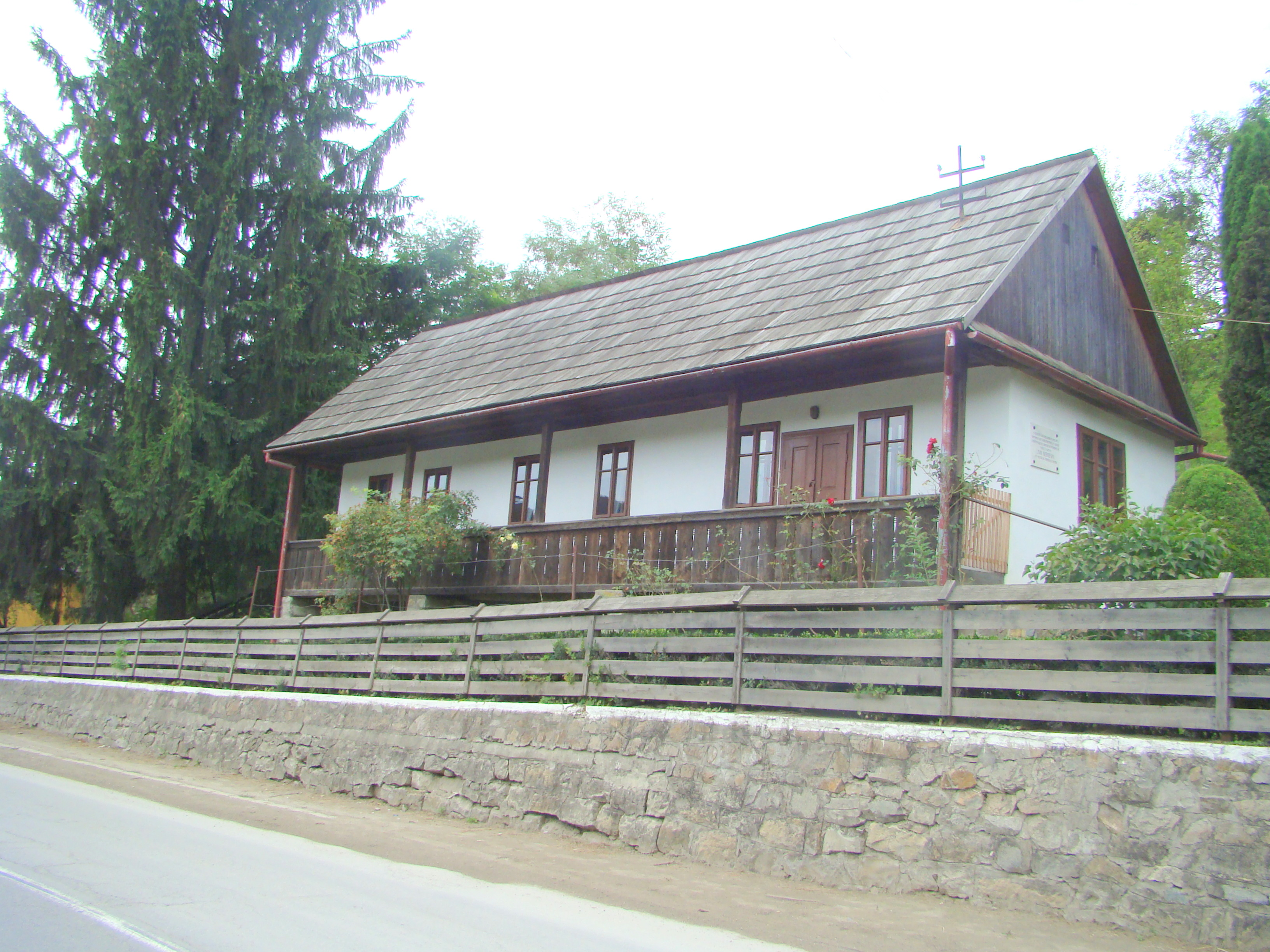
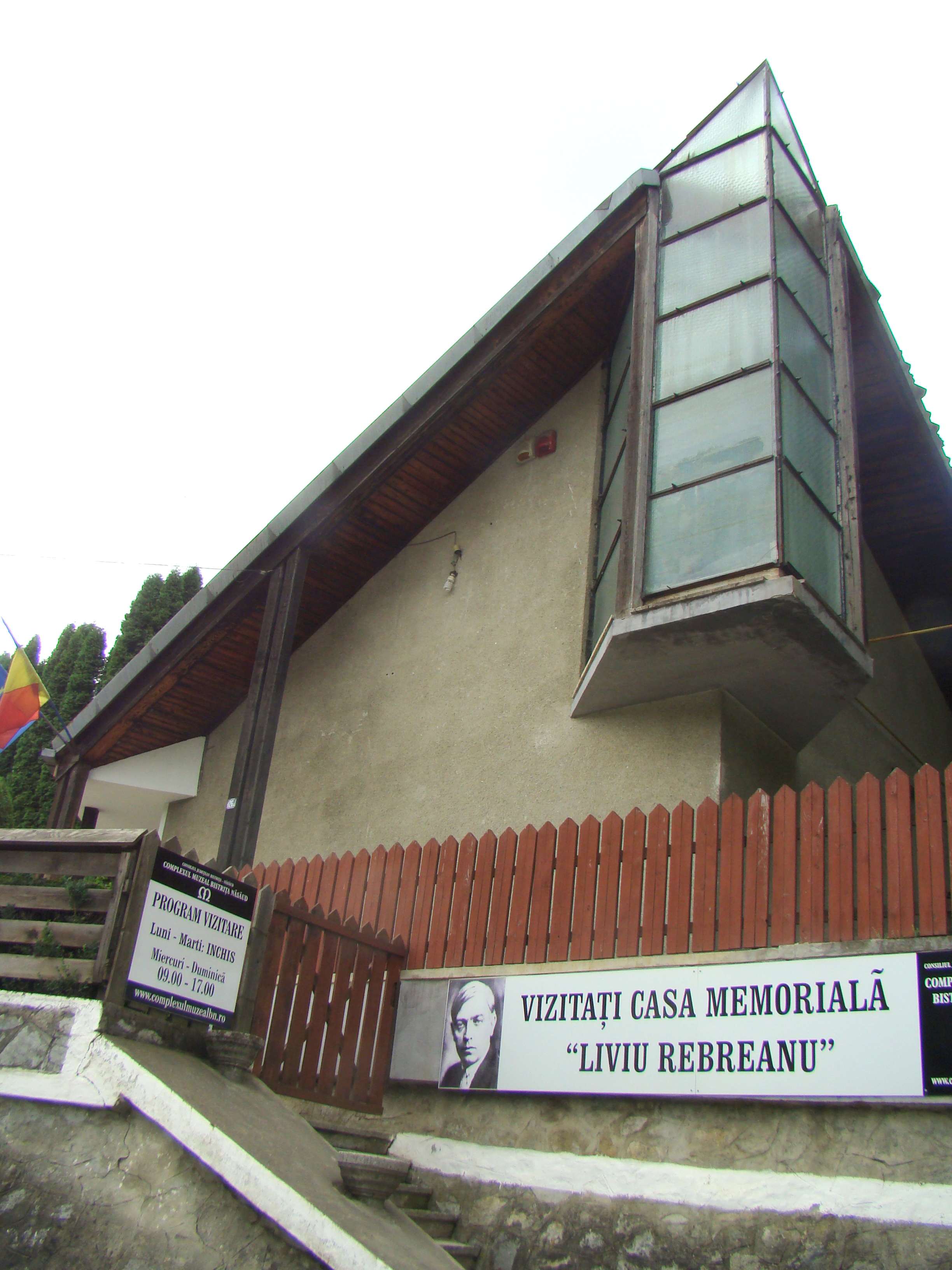
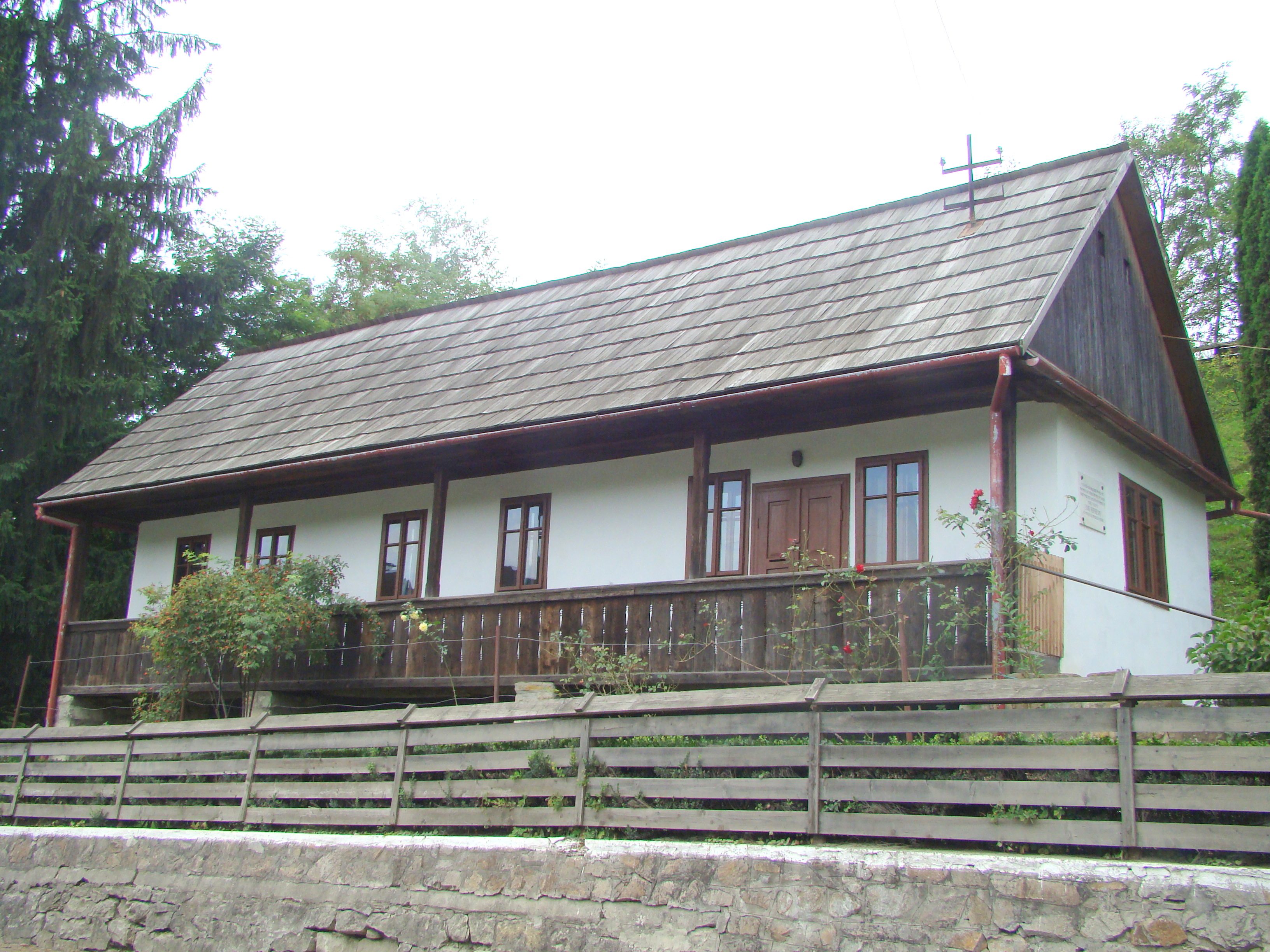
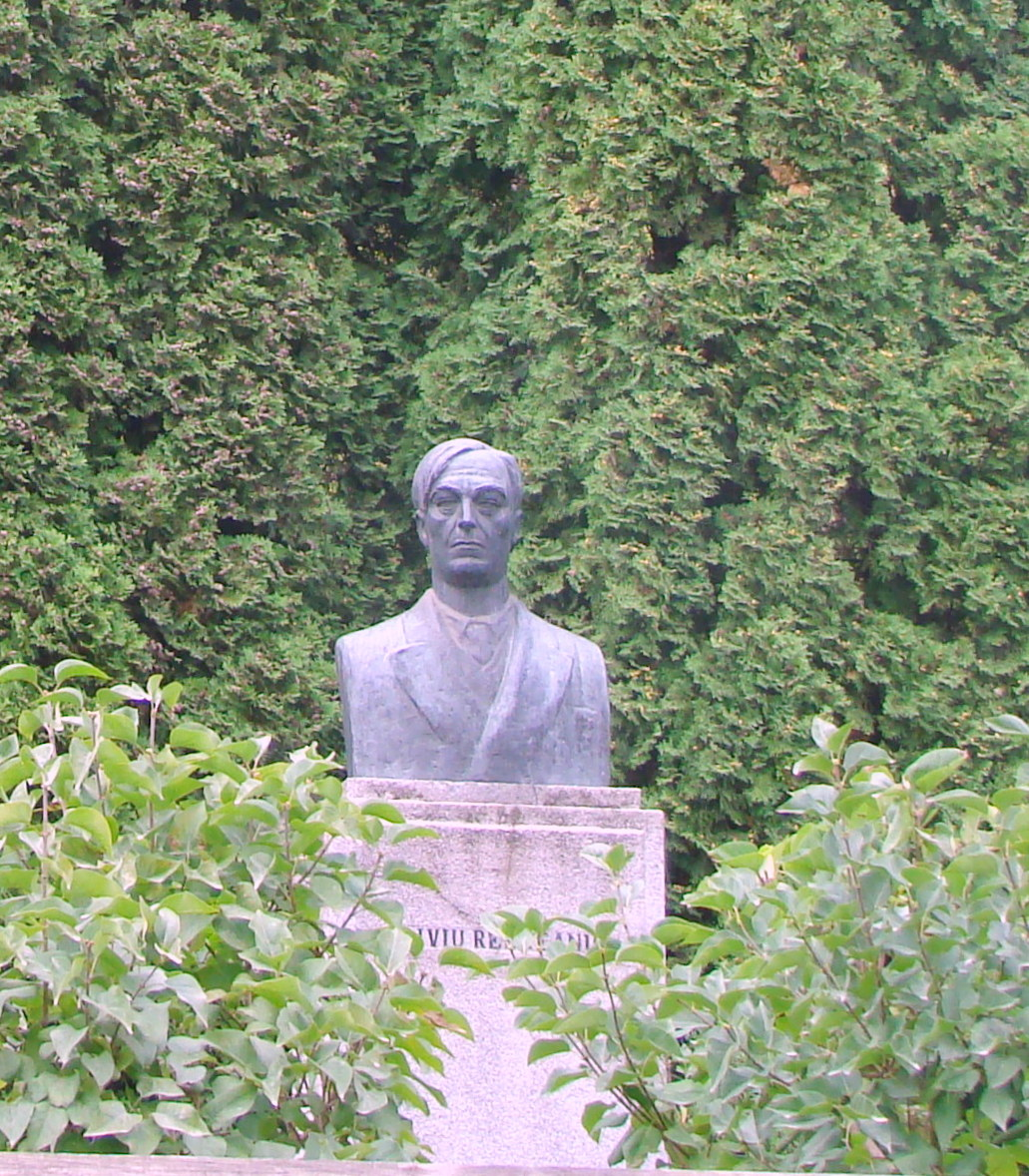
Bustul lui Liviu Rebreanu, aflat în incinta muzeului (monument istoric)
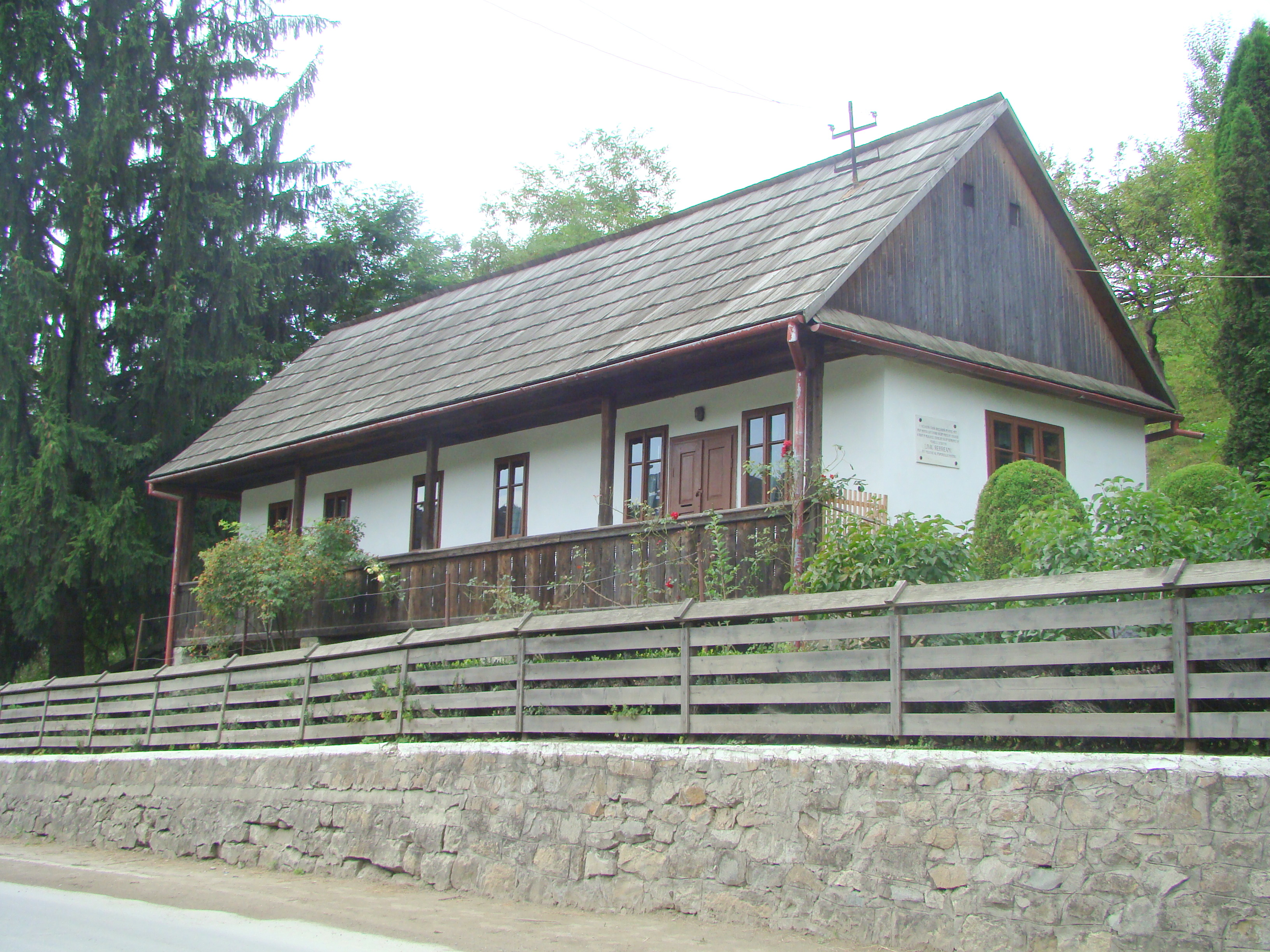
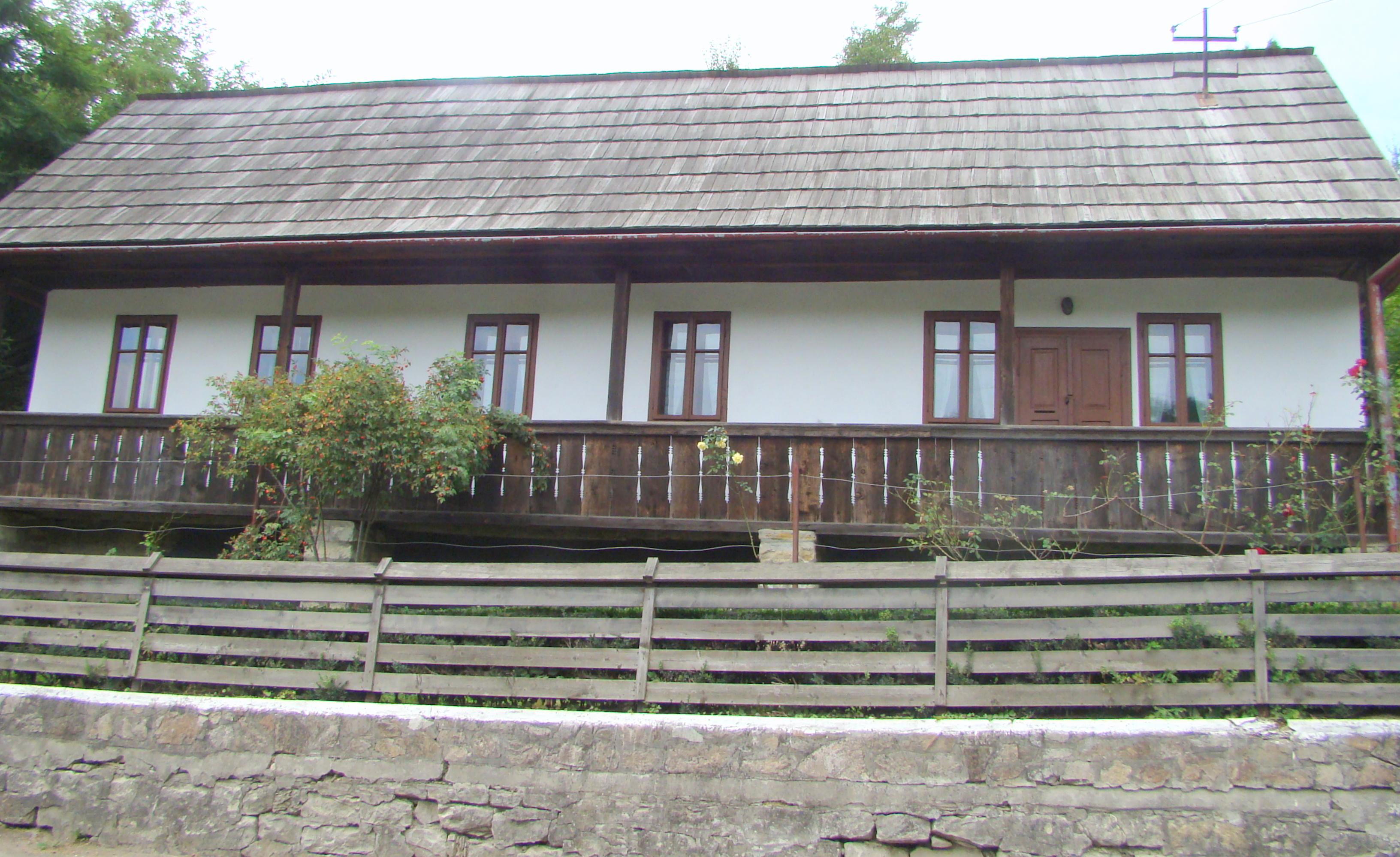